# Długi zmierzch
Długi zmierzch (węgr. Hosszú alkony) – węgierski film dramatyczny z 1997 roku w reżyserii Attila Janisch. Film powstał na podstawie powieści Shirley Jackson.

## Opis fabuły
Sędziwa pani profesor postanawia odwiedzić starych znajomych. Wyrusza w podróż, która jednak z każdą godziną jest coraz dziwniejsza. Zgubiwszy drogę, staruszka wsiada do autobusu. Pasażerowie oraz kierowca wyglądają podejrzanie. Opryskliwy szofer jedzie całą noc, a współpasażerowie zaczynają zachowywać się agresywnie.

## Obsada
- Mari Törõcsik jako stara kobieta
- Olivér Csendes jako śpiący mężczyzna
- Imre Csuja jako kierowca autobusu
- János Katona jako kierowca ciężarówki
- József Tóth jako młody mężczyzna
- András Fekete jako kierowca
- Gábor Máté jako kierownik muzeum
- Károly Safranek jako Copfos

i inni